# Porte Carini
La Porta Carini est une ancienne porte de Palerme située dans le quartier Capo,.

## Histoire
C'est l'une des plus anciennes portes de la ville, la date de première construction est inconnue, la première date certaine est 1310 lorsqu'elle est documentée dans les dispositions testamentaires de Benvenuta Mastrangelo concernant la donation d'un terrain situé à proximité immédiate, un commerce juridique en faveur de religieux du manoir.
À cette porte, Charles d'Anjou, duc de Calabre, en 1325, a mené les affrontements impliquant trois autres entrées de la ville. Les dommages causés ont ensuite été réparés par des travaux de restauration commandés par Ubertino La Grua, qui, pour les mérites prêtés à la couronne, a été investi le 26 août 1397 de la terre de Carini et de nombreux autres privilèges.
En 1552, le rempart du même nom a été construit pour protéger le passage, par le vice-roi de Sicile Carlo d'Aragona Tagliavia, prince de Castelvetrano et duc de Terranova. La route sortant des murs fortifiés mène à l'église San Francesco di Paola et a été commandée par Aleramo del Carretto, comte de Gagliano, préteur en 1596.
En 1782, la porte a été démolie pour être reconstruite  sans arc de voûte: décorée de pierres, de colonnes, de balustrades et de vases décoratifs supérieurs. Dans le voisinage immédiat se trouvait une prison.
En 1789, le rempart a été acheté par les religieuses du monastère de la Conception qui l'ont utilisé comme belvédère et lieu de loisirs.
En 2003, la municipalité a supervisé sa restauration, lui redonnant son ancienne splendeur et l'équipant d'un système d'éclairage nocturne.